# Joseph Klug

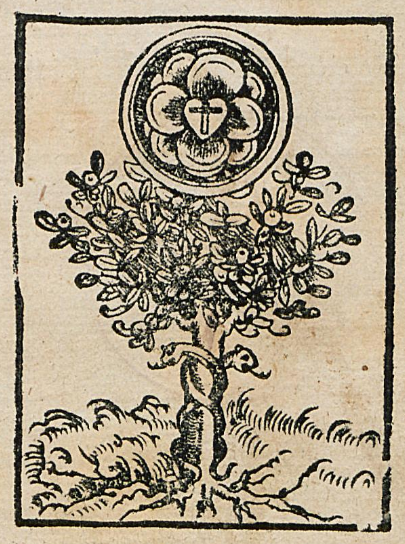
Druckermarke Klugs (1544)

Joseph Klug (auch Kluck, Klöck, Sophos; * um 1490 in Nürnberg; † 1552 in Wittenberg) war ein deutscher Buchdrucker während der Reformationszeit.

## Leben
Josef Klug war wahrscheinlich ein Sohn des Peter Klug (1478–1481 nachgewiesen) aus Nürnberg, der in der Druckerei des Anton Koberger beschäftigt war. Josef Klugs Werdegang ist nicht bekannt. 1523 bis 1525 leitete er die Buchdruckwerkstatt von Lucas Cranach dem Älteren und seinem Geschäftspartner Christian Döring. Während dieser Zeit erschien dort die Erstausgabe der lutherschen Übersetzung der historischen und poetischen Bücher des Alten Testaments. Obwohl die genannte Geschäftsverbindung wohl schon 1525 endete, vertrat Klug die Unternehmen Cranachs wie Dörings von 1526 bis 1528 auf der Buchmesse in Frankfurt am Main.
Später arbeitete Klug für Moritz Goltz, Bartholomäus Vogel und Christoph Schramm. Seit 1523 druckte er jedoch auch unter eigenem Namen. Vermutlich unterstützt von Cranach, schuf er nach der Manier desselben und wohl angeregt von Hans Holbein den Jüngeren Titeleinfassungen. Besonders ist sein Name als Gesangbuchdrucker erhalten geblieben. 1524 veröffentlichte er den Erstdruck des Chorgesangbuchs von Johann Walter unter dem Titel Eyn geystlich Gesangk Buchleyn mit 38 deutschen und fünf lateinischen Liedern. Dieses war von Luther als Lektor redigiert worden und mit holzgeschnittenen Musiknoten versehen. 

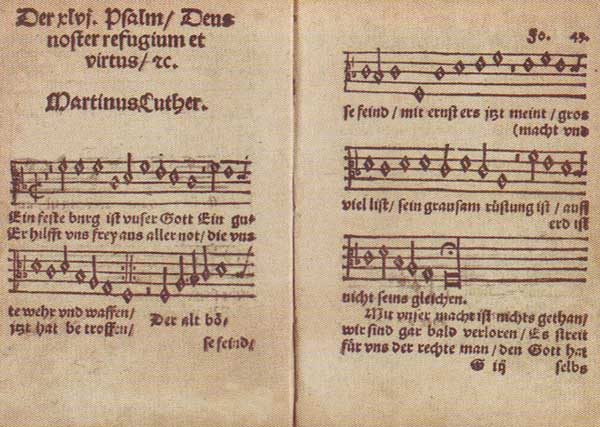
Ein feste Burg ist unser Gott 1533

Mit seinem Druckerzeichen, der „Lutherrose unter dem Lebensbaum“, erschienen von 1529 bis 1545 sechs weitere Gesangbuch-Ausgaben (Klugsches Gesangbuch). Von der Ausgabe von 1529 ist derzeit kein einziges Exemplar nachweisbar, sie lässt sich aber durch Joachim Slüters doppeltes Gesangbuch von 1531 und die nächste Auflage von 1533 rekonstruieren.
In der Ausgabe von 1533 erschien der Choral Luthers Ein feste Burg ist unser Gott. Das Klugsche Gesangbuch gilt als frühestes illustriertes Gesangbuch des evangelischen Glaubensraumes. Die enthaltenen Grafiken entstammen zum Teil aus der Holzschnittwerkstatt des Georg Lemberger. Den Drucker Klug beauftragten auch Philipp Melanchthon, Johannes Bugenhagen, Justus Jonas, Caspar Cruciger, Georg Rörer und andere Persönlichkeiten der Wittenberger Reformation und Hochschule. Auch Schriften von Urbanus Rhegius, Johann Kymeus (1498–1552), Johann Sutel und von Stephan Roth wurden in seiner Werkstatt gedruckt. Für hebräische Grammatiken, die 1523 und 1525 erschienen, sowie für die Schriften des Matthäus Aurogallus verwendete Klug erstmals in Wittenberg hebräische Metalllettern.